# Chinese Democracy
Chinese Democracy (с англ. — «Китайская Демократия») — шестой студийный альбом американской хард-рок группы Guns N' Roses, вышедший официально 23 ноября 2008 года.
Этот диск — первая запись группы, вышедшая после альбома 1993 года "The Spaghetti Incident?", и первый альбом, состоящий из оригинального студийного материала с момента выхода Use Your Illusion I и Use Your Illusion II в сентябре 1991 года. Альбом подвергся длительному процессу записи, задержанному кадровыми и юридическими проблемами, а также перфекционизмом вокалиста Эксла Роуза.
В середине 1990-х, на фоне творческих и личных разногласий, гитаристы Слэш и Гилби Кларк, басист Дафф Маккаган и барабанщик Мэтт Сорум либо уволились, либо были уволены. Остались только Эксл Роуз и клавишник Диззи Рид. В 1997 году они начали работу над альбомом с гитаристами Робином Финком и Полом Тобиасом, басистом Томми Стинсоном, барабанщиком Джошем Фризом и клавишником Крисом Питманом. Состав группы несколько раз менялся, включая гитаристов Ба́кетхэда, Ричарда Фортуса и Рона «Бамблфута» Таля, а также барабанщиков Брайана «Брэйна» Мантию и Фрэнка Феррера. Гитаристы Брайан Мэй и Дэйв Наварро, вокалист Себастьян Бах и продюсеры, включая Майка Клинка, Youth, Шона Бивана, Эрика Кодье, Роя Томаса Бэйкера и Карама Костанцо, работали над альбомом в 15 студиях. Группа записала десятки песен и предложила выпустить их в нескольких альбомах.
Хотя Geffen планировали выпустить «Chinese Democracy» в 1999 году, он был отложен и полностью переписан в 2000 году. С затратами, по сообщениям, превышающими 13 млн $, он стал самым дорогим рок-альбомом, когда-либо выпущенным, и Geffen прекратил их финансирование в 2005 году. Пропустив дату выхода в марте 2007 года, он был наконец выпущен в ноябре 2008 года, преследуемый утечками информации и юридическими спорами.
Предшествуя заглавному треку в качестве ведущего сингла, альбом дебютировал на третьем месте в Billboard 200 и был сертифицирован, как платиновый. Однако он не оправдал ожиданий продаж в Соединённых Штатах. Он получил в целом положительные отзывы, добился международного успеха в чартах и был распродан более миллиона копий в Европе.

## Предыстория

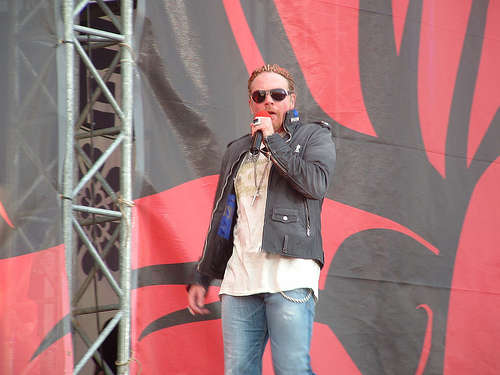
Вокалист Эксл Роуз являлся главным инициатором в создании альбома

17 сентября 1991 года Guns N' Roses выпустили альбомы «Use Your Illusion I» и «Use Your Illusion II», которые разошлись общим тиражом в 11 млн экземпляров в США. В ноябре 1991 года во время тура Use Your Illusion Tour, ритм-гитарист и основатель группы Иззи Стрэдлин внезапно покинул группу, сославшись на усталость от гастролей и конфликты со своими коллегами. Его заменил Гилби Кларк. 23 ноября 1993 года Guns N 'Roses выпустили «The Spaghetti Incident?», альбом каверов на песни в стиле глэм-рок и панк-рок. Хотя в 1994 году он был сертифицирован платиновым, он продавался значительно хуже предыдущих релизов.
Guns N ' Roses начали писать и записывать новую музыку время от времени в 1994 году. По словам басиста Дафф Маккаган группа «была так накурена в тот момент, что ничего не было закончено». Гитарист Слэш обвинил певца Эксла Роуза в том, что он руководит группой «как диктатура». Роуз говорил, что материал был списан из-за невозможности участников группы сотрудничать друг с другом.
В 1994 году Гилби Кларк был заменён другом детства Роуза и участником группы Hollywood Rose Полом Тобиасом. Примерно в это же время лидер группы стал «одержим» электроникой и Индастриал-роком, особенно работой Nine Inch Nails, и хотел, чтобы Guns N' Roses двигались в более современном музыкальном направлении. Другие участники команды не согласились с изменением стиля, что вызвало раскол. Слэш ушёл в октябре 1996 года из-за творческих разногласий с Роузом и личных проблем с Тобиасом. Были прослушаны новые участники группы, в том числе гитарист Закк Уайлд и барабанщики Дэйв Аббруццезе и Майкл Блэнд. Слэш был заменён в январе 1997 года бывшим гастролирующим гитаристом Nine Inch Nails Робином Финком. В апреле 1997 года барабанщик Мэтт Сорум был уволен после ссоры с Роузом по поводу включения в группу Тобиаса. Бывший барабанщик Nine Inch Nails Крис Вренна работал с группой в течение нескольких месяцев вскоре после этого.
В апреле 1997 года «Rolling Stone» описал действующий состав группы: Роуз, Маккаган, Тобиас, Финк, Вренна и клавишник Диззи Рид. Друг и сосед Рида по комнате Шон Риггс периодически работал с группой в качестве студийного барабанщика в середине-конце 90-х. После ухода Вренны Джош Фриз был нанят в качестве постоянного барабанщика в середине 1997 года. Маккаган, который недавно стал отцом, ушёл в августе 1997 года. По его словам, «Ганзы» платили арендную плату за студию уже три года — с 1994 по 1997 год, и до сих пор не выпустили ни одной песни. Вся операция была настолько хаотичной, что, казалось, не соответствовала моим надеждам на отцовство, на стабильность".
Крис Питман присоединился к группе в качестве второго клавишника и мультиинструменталиста в начале 1998 года. Вскоре после этого, по рекомендации Фриза, к ним присоединился бывший басист The Replacements Томми Стинсон. К концу 1998 года Guns N 'Roses состояли из Роуза на вокале, Стинсона на басу, Фриза на барабанах, Финка на соло-гитаре, Тобиаса на ритм-гитаре, Рида и Питмана на клавишных.

## Запись
В начале процесса записи человек из A&R Том Зутаут (Tom Zutaut), работавший на лейбле Guns N' Roses Geffen Records, сообщил, что Guns N' Roses находятся в разработке 50-60 песен. По словам менеджера Дуга Голдштейна (Doug Goldstein), Скотт Литт, Стив Лиллиуайт, Марк Белл и Рик Рубин рассматривались в качестве продюсеров. В феврале 1997 года электронный продюсер Моби вступил в переговоры о продюсировании; он сказал: «Они пишут с большим количеством Звуковых петель, и хотите верьте, хотите нет, но они делают это лучше, чем кто-либо, кого я слышал в последнее время». Не много времени спустя Моби ушёл, чтобы сосредоточиться на своей сольной работе. Также сообщается, что над альбомом в том же году работал давний продюсер Guns N' Roses Майк Клинк.
В середине 1998 года был приглашён Youth, который продюсировал U2 и The Verve. Youth чувствовал, что Роуз не готов к записи нового альбома: «он как бы вырвался… Он был совершенно изолирован. Не так уж много было людей, которым он мог бы доверять. Было очень трудно проникнуть сквозь стены, которые он воздвиг». Расстроенный, Youth покинул проект. Позже Роуз сказал USA Today, что он перестал писать в течение многих лет в середине 1990-х годов из-за критики со стороны Слэша, Маккагана и его бывшей невесты Стефани Сеймур.
Роуз приказал инженерам студии продолжать записывать идеи, которые группа придумала в его отсутствие. Ему присылали несколько компакт-дисков и DAT в неделю с различными миксами возможных песен. В конце концов он накопил более 1000 компакт-дисков. В 1999 году Роуз временно отказался от альбома, чтобы состав мог перезаписать весь дебютный альбом Guns N' Roses «Appetite for Destruction», за исключением двух песен, которые Роуз заменил на «Patience» и «You Could Be Mine», с намерением использовать новые методы записи, чтобы «украсить» «Chinese Democracy»; записи так и не были выпущены.
В 1997 и 1998 годах источники описывали альбом как отличный от предыдущих записей Guns N' Roses, с влиянием Электронной музыки. Крис Вренна сказал, что Роуз хотел создать альбом, похожий на сотрудничество U2 и Брайана Ино которое вылилось в «Original Soundtracks 1». Хотя его часто называли индастриал-роком, в 2001 году Роуз сказал: «Это не индустриальный рок… В песнях будут смешаны всевозможные стили, многие влияния, такие как блюз».
Билли Хауэрдел работал Pro Tools инженером в первые годы работы над альбомом. Он сказал: «Я пришёл, чтобы начать, делать звуки для Робина Финка, и это превратилось в этот двух с половиной летний концерт с группой». В начале 1998 года группа состояла из Роуза и Рида, а также Финка, Стинсона, Тобиаса, Питмана и Фриза. Они начали запись в Rumbo Recorders, студии в долине Сан-Фернандо, где Guns N' Roses частично записали «Appetite for Destruction». Примерно в это же время Geffen Records заплатил Роузу 1 млн $, чтобы закончить альбом, и предложил ещё 1 млн $, если он представит его к 1 марта 1999 года.
К этому времени Guns N' Roses записали более 30 песен, и альбом был предварительно назван «2000 Intentions» (с англ. — «2000 намерений»). В мае 1999 года гитарист Queen Брайан Мэй записал соло-гитару для песни «Catcher in the Rye», но его партии были сняты. Мэй не был проинформирован и написал на своём сайте в 2008 году: «Я действительно вложил довольно много работы и гордился этим. Но я мог бы понять, хочет ли Эксл иметь альбом, отражающий работу членов группы в том виде, в каком она есть сейчас».

### Объявление о названии и «Oh My God»

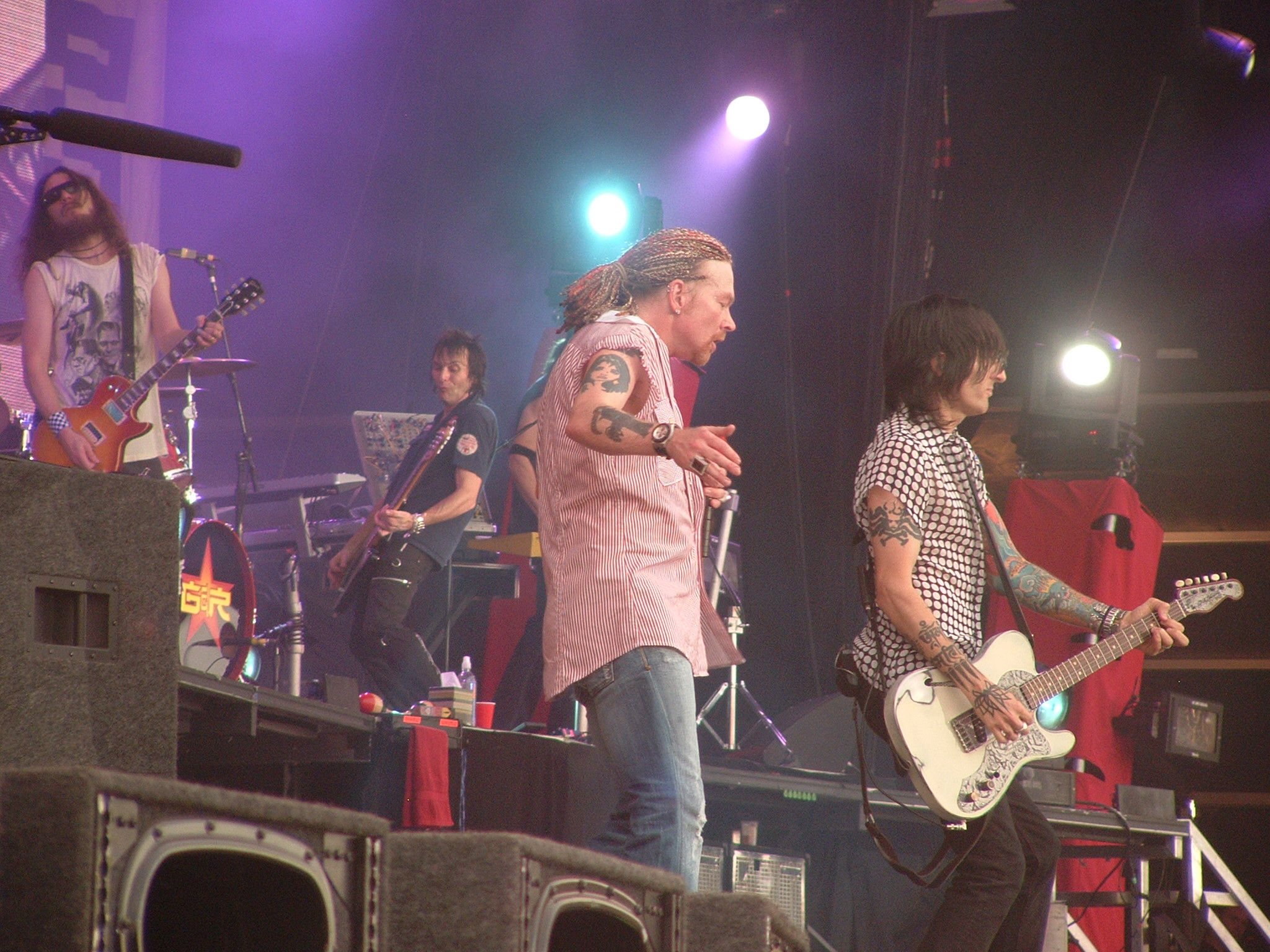
Guns N' Roses выступают на фестивале Download, который был приурочен к туру в поддержку нового альбома.

В интервью 1999 года Роуз объявил название будущего альбома «Chinese Democracy», сказав: «Существует много китайских демократических движений, и это то, о чём много говорят, и это то, что будет приятно увидеть. Это также может быть просто ироничным утверждением. Не знаю, просто мне нравится, как это звучит». Он также сказал, что альбом будет включать в себя «плавильный котёл» разнообразных звуков, включая несколько тяжёлых и агрессивных песен. В конце ноября 1999 года музыкант сыграл несколько треков для журнала «Rolling Stone», который сравнил новый звук с «Physical Graffiti» Led Zeppelin, ремикшированным Беком и Резнором Трентом".
В 1999 году Роуз сообщил, что группа записала достаточно материала для двух или более альбомов, в том числе для более индустриального и электронного, чем будущий релиз. По словам бывшего фронтмена Skid Row Себастьяна Баха, музыкант сказал ему, что «Chinese Democracy» должен был стать первым в трилогии альбомов. Источники сообщали о первоначальных планах записать два альбома, выпустить «Chinese Democracy», гастролировать в течение года или двух, а затем выпустить второй альбом без возврата в студию. Группа работала с продюсером Шоном Биваном с 1998 по 2000 года. Стинсон сказал, что «большинство песен в альбоме начинались и заканчивались тем, что делал Биван». Биван работал с группой, когда Роуз записал большую часть вокальных треков, (которые появились в альбоме) в 1999 году, вокальные партии были записаны менее чем за неделю. Биван утверждал, что за время работы в группе он успел поработать над 35 песнями.
В конце 1999 года Guns N' Roses выпустили свою первую песню за пять лет - ею оказалась записанная в стиле Индастриал-метал «Oh My God», попавшая в фильм «Конец света» и его саундтрек. В записи песни участвовали Эксл Роуз, Тобиас, Стинсон, Рид, Питман, Финк и Фриз, а также гитаристы Дэйв Наварро (из Jane's Addiction и Red Hot Chili Peppers) и Гэри Саншайн. «Oh My God» получил смешанные отзывы; AllMusic описал его как «менее чем удовлетворительное возвращение». «Rolling Stone» предположил, что релиз был временной мерой, чтобы успокоить поклонников и компенсировать растущие затраты на запись. Спродюсировавший песню Шон Биван говорил, что она была включена в саундтрек по просьбе главы Geffen Джимми Айовина, который лично выбрал её после прослушивания нескольких незавершённых песен.

### Состав меняется, Рой Томас Бейкер присоединяется в качестве продюсера для перезаписи
В конце 1999 года Биван покинул проект. Вскоре после этого Джош Фриз ушёл из группы, чтобы присоединиться к недавно созданной группе A Perfect Circle Билли Хауэрдела, который также покинул проект несколькими месяцами ранее. Финк ушёл, чтобы присоединиться к Nine Inch Nails.
В интервью 2000 г. «Rolling Stone» Роуз сказал, что альбом был отложен частично из-за того, что он учился использовать новую технологию записи: «Это как с нуля учиться работать с чем-то и не хотеть, чтобы это было просто что-то, что вы сделали на компьютере». В январе 2000 г. менеджер группы Дуг Гольдштейн заявил, что альбом «готов на 99 %» и был запланирован «на лето 2000 года». Однако, когда альбом был почти готов, Роуз нанял продюсера Queen Роя Томаса Бэйкера, который убедил музыканта перезаписать его.
В марте 2000 года Роуз нанял гитариста Бакетхэда на замену Финку. Согласно журналу «Classic Rock», эксцентричная сценическая персона Бакетхэда — он носил белую маску и ведро KFC на голове — сделала его «негативным образом цилиндра, беззаботного Слэша», и распространились слухи, что Бакетхэд и был переодетым прежним участником группы. В конце тура Nine Inch Nails Fragility Tour в июле 2000 г. Финк снова присоединился к группе, ранее Роуз угрожал удалить его партии из будущего альбома после того, как увидел, как тот выступал с Nine Inch Nails на 1999 MTV Video Music Awards.
По рекомендации Бакетхэда, в качестве барабанщика в группу был взят его друг детства и частый соавтор Брайан «Брэйн» Мантиа. Бэйкер чувствовал, что барабаны Джоша Фриза нужно перезаписать, так как они звучали слишком «индустриально»; Мантиа описал их звучание, как цифровое и электронное: «там было не так много движущегося воздуха». Роуз чувствовал, что готовый альбом должен отражать «энергию» работавших над ним, и поэтому понимал необходимость замены барабанов Фриза. В то же время сотрудник Geffen Том Зутаут считал работу Фриза «впечатляющей. Я бы не хотел оказаться на месте Брэйна. В основном мы говорили [Брэйну]: „У нас есть блестящее представление этого, и теперь нам нужно, чтобы ты его воссоздал“.
Эксл Роуз заставил Мантию выучить партии Фриза нота за нотой; тот перезаписал их, затем сыграл их с Телесуфлёра, прежде чем снова попробовать песни в своём стиле. По словам Мантии, запись партий затратила восемь месяцев и этот альбом представляет собой гибрид его стиля и стиля Фриза. В 2006 г. Фрэнк Феррер заменил Мантию, сказав: „Я сделал несколько песен с ним, и он сказал мне просто сделать их своими собственными. Это было не столько сознательное написание, сколько сосредоточение на том, как музыка заставляла меня чувствовать себя, а не переусердствовать“. По словам Феррера, он является единственным барабанщиком на заглавном треке; остальная часть альбома включает барабаны его и Мантии, используя аранжировки Фриза.
Композиторы Марко Белтрами и Пол Бакмастер работали над оркестровыми аранжировками. В 2003 г. Белтрами сказал об этом опыте: „Я встретился с Экслом, и он сыграл мне эти песни, спросил мои идеи о них… На самом деле я написал несколько мелодий и все такое. Музыка была эклектичной. В то время, в песнях, над которыми я работал, не было текстов“.

### Том Зутаут присоединяется
В феврале 2001 г. глава Geffen Records Джимми Айовин попросил Тома Зутаута, которого лейбл уволил два года назад, помочь Guns N' Roses завершить «Chinese Democracy». Зутаут был человеком из A&R, который открыл группу и провёл их через запись прежних альбомов. После того как они разрешили некоторые личные разногласия, Роуз рассказал Зутауту о своих разочарованиях в поиске нужных звуков; например, он поручил продюсерской команде воссоздать барабанный звук, как на Nevermind группы Nirvana, но не был удовлетворён результатами. С вмешательством Зутаута команда воссоздала звук к удовлетворению её лидера. После того как Зутаут был одобрен личным экстрасенсом Роуза, который, как полагал музыкант, мог оценить ауры по фотографиям, Роуз договорился с Geffen заплатить Зутауту «все, что потребуется». Единственная уступка Зутаута состояла в том, чтобы отложить часть платы до завершения альбома, но в итоге крайний срок был пропущен.

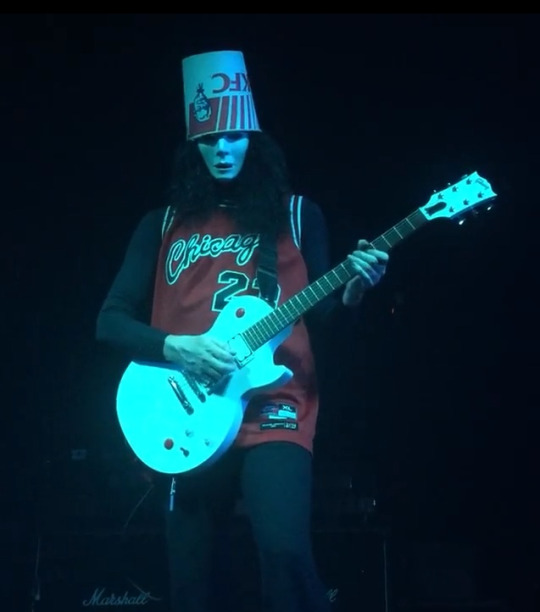
Бакетхэд с его фирменным ведром от KFC в 2016

К этому моменту Бакетхэд ушёл из группы после разногласий с Бэйкером и разочарования из-за отсутствия прогресса. Зутаут убедил его вернуться, установив для его работы в студии гигантский курятник с мебелью, соломой, проволочной сеткой и резиновыми цыплятами. Зутаут описал его как «отчасти курятник, отчасти фильм ужасов … можно было почти почувствовать запах кур». Только помощникам инженеров разрешалось входить внутрь и настраивать микрофоны. Ассистентка Роуза Бета Лебейс преуменьшала ценность курятника как недорогого и весёлого, говоря: «это не стоило денег или чего-то, это просто проволока… Это то, что вы делаете за три или четыре часа. Просто ради забавы, чтобы подшутить над кем-нибудь». Однако, по словам Зутаута, курятник вызвал трения, когда Бакетхэд обеспокоил Роуза, начав использовать его для просмотра хардкорной порнографии. Зутаут сказал интервьюеру, что после того, как одна из собак лидера группы испражнилась в курятнике, Бакетхэд настоял, чтобы экскременты не убирали, так как ему нравился запах. Через три дня вонь стала невыносимой, и сотрудники студии удалили её источник к расстройству музыканта. Брэйн отрицал, что присутствие Бакетхэда было разрушительным.
По желанию лейбла Зутаут изучил бюджет проекта. Найдя, что группа тратит тысячи долларов на ежемесячную аренду неиспользуемого оборудования, своими изменениями он сэкономил около 75 тыс. долл. ежемесячных расходов. Кроме того, у Роуза был неустойчивый график работы, что означало, невозможность работы для наёмных музыкантов, инженеров и ассистентов.
Зутаут пытался убедить Роуза выпустить «Chinese Democracy» в качестве сольного альбома, чувствуя, что он будет продаваться лучше. В 2008 г. музыкант сказал: «Я не записывал сольную пластинку. Сольная пластинка была бы совсем другой и, вероятно, гораздо более инструментальной. Песни выбирали все участники». В марте 2001 г. Лебейс сообщил о завершении работы над 48 песнями, которые Geffen начал отбирать для альбома. Зутаут подсчитал, что у Guns N' Roses было 50 или 60 песен в разработке. Он прошёлся по каждой из них вместе с Роузом, пытаясь решить, какие из них стоит закончить. По словам Зутаута, за время его работы с группой они завершили версии «The Blues», «Madagascar», «Chinese Democracy» и «Atlas Shrugged».
Для своего фильма 2001 года «Чёрный ястреб» режиссёр Ридли Скотт попросил разрешение взять песню «Welcome to the Jungle» из дебютного альбома «Appetite for Destruction» 1987 г.. По словам Зутаута, у Роуза уже были новые участники группы, которые переписали весь «Appetite for Destruction» как часть их индукции, и поэтому целый день был потрачен на сведение версии песни, которую они уже переписали. Роуз присутствовал на организованном Зутаутом показе картины; однако, когда он понял, что это не частный показ, он уволил его. Слова Зутаута о «подставе» оспариваются самим Роузом. Зутаут утверждал, что к этому времени было закончено около 11 или 12 треков, и если бы не финальные миксы, пластинка могла быть завершена к сентябрю 2002 г.. Через несколько месяцев Бейкер покинул проект.

### Турне
1 января 2001 года Guns N' Roses сыграли свой первый концерт более чем за семь лет в House of Blues в Лас-Вегасе, штат Невада,. За этим последовало их хедлайнерское выступление на Rock in Rio III 14 января 2001 года перед аудиторией в 190 тыс. человек. 29 августа 2002 г. они неожиданно посетили MTV Video Music Awards в Нью-Йорке; их сет включал одну новую песню «Madagascar». Гитарист Ричард Фортус присоединился к группе в 2002 г.; по его словам, к этому моменту было записано всё, кроме его вклада в виде припева к «Better», и что некоторые риффы в последнем альбоме датируются ещё временем пребывания Слэша.
Мы сочиняли и записывали музыку в течение нескольких лет, и за это время произошли изменения в группе и в штате звукозаписывающей компании. Каждый раз, когда мы думали, что у нас есть хорошие песни, кто-то говорил, что они всё ещё могут быть лучше, поэтому мы вернулись к написанию и записи.
В августе 2002 г. Роуз заявил на сайте Guns N' Roses: «Мы чувствуем, что у нас есть ясность относительно альбома, который мы пытаемся сделать, мы завершаем его. Мы рассортировали его по тому, какие песни есть на пластинке, какова последовательность песен. Обложка альбома готова». Однако вскоре после этого он сказал MTV News: «Вы увидите [альбом], но я не знаю, подходит ли слово скоро». В ноябре 2002 года Рид сказал, что альбом будет выпущен к июню 2003 года и что осталось сделать только «несколько мелочей, пару завершающих штрихов, пару вокалов — и нам нужно все это замикшировать». Роуз также подтвердил планы на несколько альбомов и сказал, что задержка была частично вызвана отсутствием поддержки со стороны Geffen для старых групп, сказав: «Мне пришлось сделать гораздо больше работы, чем я должен был. Я должен был быть менеджером, человеком A&R, продюсером, единственным автором текстов и многими другими людьми».
В 2003 году радио-диджей Эдди Транк сыграл демо-версию «I.R.S.», которую ему слил кетчер из Нью-Йорк Метс Майк Пьяцца. Он сравнил песню с вещами эпохи «Use Your Illusion», с некоторыми современными флерами. В начале песни была петлевая дорожка, но потом, когда она включилась, это был тот же драматический хард-рок Guns N' Roses".
В середине 2003 года Guns N' Roses, как сообщается, снова начали перезаписывать «Chinese Democracy». По словам музыкального журналиста сайта Antimusic, в июне 2003 г. Роуз сказал ему, что «он хочет убедиться, что это как можно лучше, прежде чем он будет выпущен». В 2004 г. Стинсон сказал, что «Chinese Democracy» была «почти закончена» и была отложена из-за «юридических проблем» и потому, что Роуз хотел, чтобы каждый член группы имел право голоса в каждой песне: «Это длительный процесс, потому что вы должны заставить восемь человек в основном написать песню вместе, которая всем нравится». Он также сказал, что Роуз был перфекционистом. Инженер, работавший над альбомом, сказал: «Эксл хотел сделать лучшую запись, которая когда-либо была сделана. Это невыполнимая задача. Вы могли бы продолжать бесконечно, что они и сделали». Позже Стинсон сказал:
"На самом же деле звукозаписывающая компания отступила и предоставила Эксла самому себе. Он должен был в основном производить себя, и это не то, что он хотел сделать… звукозаписывающая компания действительно бросила мяч на этот раз… Все изменилось, когда Geffen слился с Interscope. Экслу сказали, что Джимми Айовин будет играть большую роль (чем он).
В 2004 году Бакетхэд уволился, и Guns N' Roses отменили свой тур. Они опубликовали заявление, в котором говорилось, что музыкант был «непоследователен и неустойчив как в своём поведении, так и в своих обязательствах… Его преходящий образ жизни сделал почти невозможным почти любую форму общения с ним вообще». Вскоре после этого Роуз выпустил заявление, в котором говорилось, что они надеются «объявить дату выпуска в течение следующих нескольких месяцев». В сентябре Стинсон заявил, что альбом будет в стадии мастеринга к ноябрю 2004 года.

### Конфликт с Geffen
К 2004 году Geffen снял «Chinese Democracy» с графика выпуска и отозвал финансирование, заявив: "Превысив все бюджетные и утверждённые расходы на запись на миллионы долларов, Роуз обязан финансировать и завершить альбом, а не Geffen. Примерно в то же время менеджер Мерк Меркуриадис сказал, что альбом близок к завершению. Согласно статье «New York Times» от марта 2005 г., производственные затраты на альбом достигли 13 млн. долл., что делает его, вероятно, самой дорогой «никогда не сделанной» записью. Меркуриадис отверг выводы статьи, заявив в письме, что источники газеты не были вовлечены в проект в течение нескольких лет. В какой-то момент группа использовала бюджет почти в 250 тыс. долларов в месяц. Роуз сказал, что расходы будут сведены на нет сессиями записи нескольких альбомов.
В феврале 2006 года «I.R.S.», «The Blues», «There Was a Time», «Better» и «Catcher in the Rye» просочились в Интернет. В октябре «Better» был непреднамеренно продемонстрирован Harley-Davidson в онлайн-рекламе. «Окончательная версия» была опубликована в феврале 2007 года. «Madagascar» просочился в марте 2007 года. В мае 2007 года заглавный трек просочился в сеть, а обновлённые версии «Chinese Democracy», «The Blues», «I.R.S.» и «There Was a Time» слил профессиональный рэстлер мистер Сент-Лоран. Окончательная версия «Shackler’s Revenge» просочилась в августе 2008 года.
Buckethead был заменён Роном «Бамблфутом» Талем, и гастроли возобновились в мае 2006 года. Бамблфут добавил гитару к альбому во время тура в течение всего года. Бамблфут написал гитарные партии для каждой песни, пробуя сотни идей, используя Безладовую гитару. Феррер заменил Брэйна в июле 2006 года и добавил новые барабанные треки.
В 2006 году Роуз устраивал прослушивания в нескольких барах Нью-Йорка, демонстрируя 10 новых песен. В октябре 2006 года журнал Rolling Stone назвал «твёрдую» дату выхода альбома — 21 ноября 2006 года, над пластинкой по данным издания в этом году работал звукоинженер Энди Уоллес, ранее участвовавший в записях Nirvana, Sepultura, Slayer и Bad Religion. Стинсон заявил, что большая часть альбома была записана совместно в 2001 году и с тех пор была «в значительной степени сделана».
14 декабря на сайте Guns N' Roses Роуз объявил об отмене четырёх концертов, сославшись на необходимость большего времени для работы над «Chinese Democracy». Он также объявил, что группа прекратила свои отношения с Mercuriadis, и объявил предварительную дату релиза 6 марта 2007 г.. В интервью, проведённом во время стартовой вечеринки для тура Korn 2006 года, Роуз сказал «Rolling Stone»: Это очень сложная запись, я пытаюсь сделать что-то другое. Некоторые из аранжировок похожи на Queen. Некоторые люди скажут: «Это не похоже на Эксла Роуза, это не похоже на Guns N' Roses». Но вам понравится, по крайней мере, несколько песен.
В 2006 году в статье «Rolling Stone» Себастьян Бах описал «Chinese Democracy» как «эпическую» и «умопомрачительную»: «Это очень классный альбом — он крут с убийственными криками, убийственными гитарными риффами, но у него совершенно современное звучание. Слово для этого — „великий“, это чертовски эпично. [Эксл] снова переосмыслил себя». Бах также описал альбом как обладающий "сыростью и силой «Appetite for Destruction», но в нём также есть грандиозность «November Rain». Роуз сказал в 2006 году, что у Guns N' Roses было 32 песни в разработке, а в 2008 году были подтверждены рабочие названия 10 песен.

### Финальные сессии

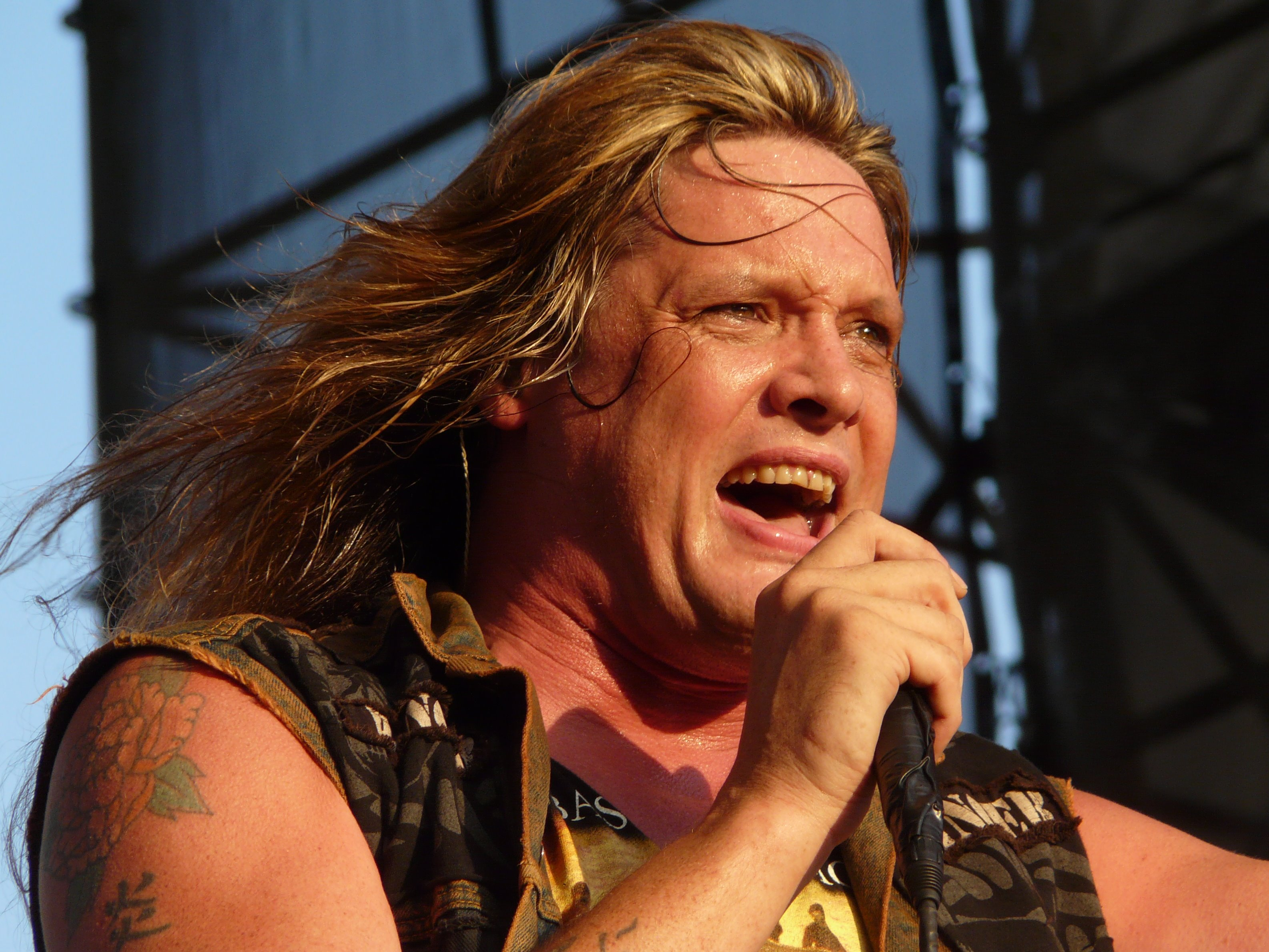
Бывший вокалист Skid Row Себастьян Бах был приглашён в качестве второго вокалиста, записав вокал в песне «Sorry»

Роуз записал последние вокальные партии в январе 2007 г.. 22 февраля дорожный менеджер группы Дел Джеймс опубликовал пресс-релиз, в котором говорилось, что официальной даты релиза нет, но запись закончилась и началось микширование. В интервью 2007 г. Себастьян Бах отмечал, что Роуз планировал выпустить альбом к рождеству 2007 г. и что задержки могли быть вызваны бизнес-проблемами. В январе 2007 г. Бах записал бэк-вокал для песни «Sorry» в студии Electric Lady, оценив её «почти как Дум-метал с Экслом, поющим очень чисто над этим скрежещущим, медленным ритмом, который чертовски подл, я не могу выкинуть его из головы». Арфистка Патти Худ, работавшая с Питманом над альбомом «Free Mars», и дирижёр Сьюзи Катаяма также записали партии.
В январе 2008 г. появились слухи, что «Chinese Democracy» передан лейблу Geffen, но была отложена из-за того, что лейбл и Роуз не смогли договориться о маркетинге. Радиоведущий Эдди Транк сказал, что альбом может быть у Geffen и что задержки были вызваны финансовыми причинами. Однако в феврале 2008 г. в интервью Classic Rock личный менеджер Роуза Бета Лебейс отвергла эту версию и сообщила о переговорах с лейблом.
По словам Бамблфута, группа и присоединившийся к проекту в 2003 г. продюсер Карам Костанцо работали над альбомом по 14 часов в день. За всю историю над альбомом работали ряд продюсеров, включая Боба Эзрина, Эрика Кодье, Шона Бивана и Тим Пальмер. Продюсерами готового альбома стали Роуз и Карам Костанцо. Во время записи группа использовала 15 студий, включая Capitol Studios, Cherokee Studios, Electric Lady, Sunset Sound Recorders и The Village.
Мастеринг-инженер Боб Людвиг предложил на утверждение три версии альбома. Роуз и Костанцо выбрали версию без сжатия, чтобы избежать участия в продолжающейся войне громкости. Людвиг писал: «Я был поражён, когда услышал, что они решили пойти с моей полной динамической версией, и будь прокляты версии „громкость ради громкости“... вентилятор и пресс-люфт против недавних сильно сжатых записей наконец-то создали контекст для того, чтобы кто-то занял позицию и вернулся к тому, чтобы поставить музыку и динамику выше чистого уровня».

## Выпуск и продвижение

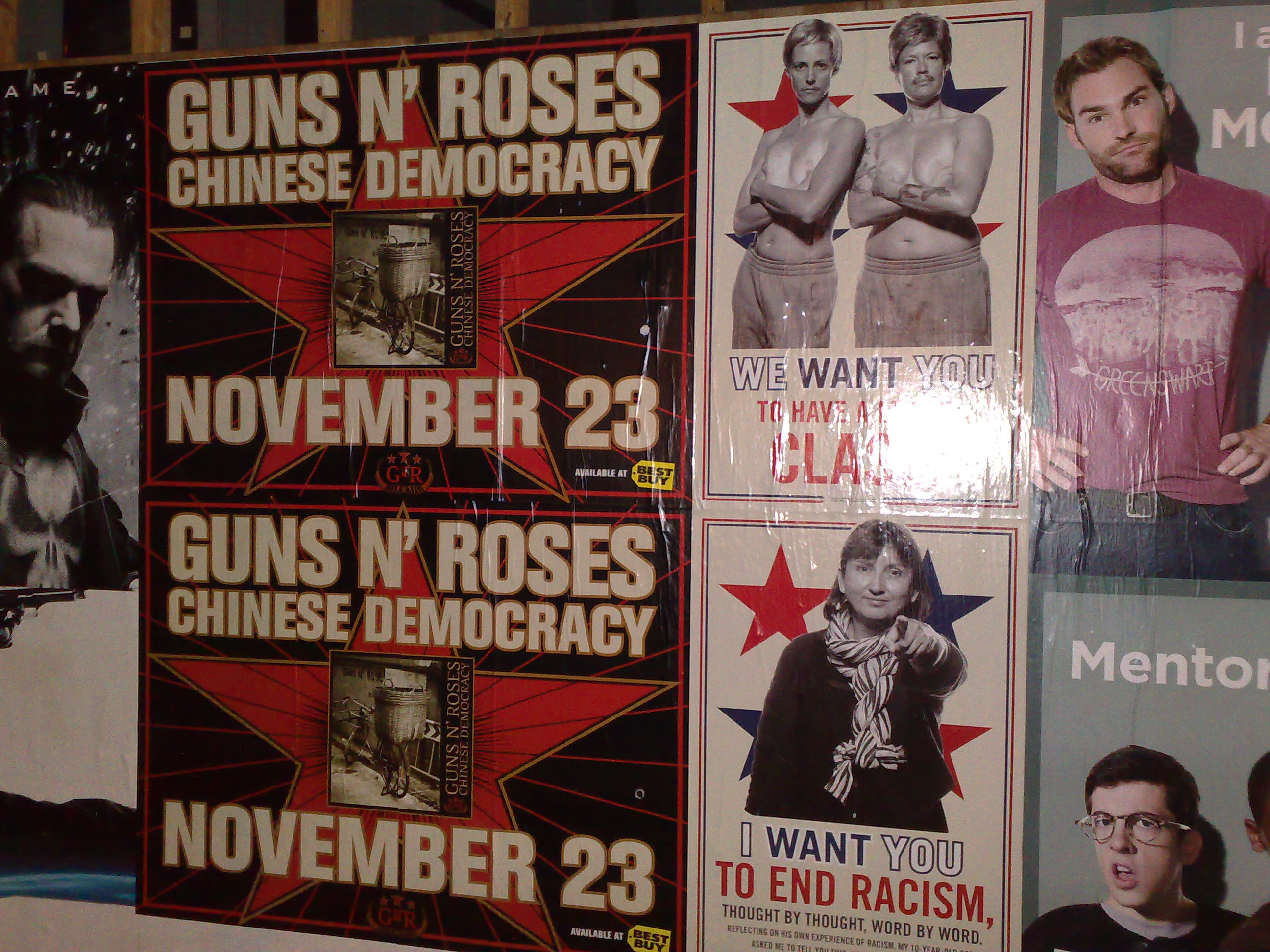
Уличная доска объявлений в 2008 году

14 сентября 2008 года песня «Shackler’s Revenge» была включена в музыкальную игру «Rock Band 2», первый официальный релиз нового материала Guns N' Roses с «Oh My God» 1999 года. Весь альбом был доступен для игры 14 апреля 2009 года в виде загружаемого контента. За ним последовал «If the World», который играет во время заключительных титров фильма 2008 года «Совокупность лжи».
«Billboard» 9 октября объявил твёрдую дату выхода «Chinese Democracy» — 23 ноября 2008 года. В США розничный выпуск продаётся исключительно через Best Buy. Первый сингл «Chinese Democracy» был выпущен 22 октября 2008 года. Он дебютировал на шоу Opie and Anthony, транслируемом KROQ-FM. «Better» был выпущен как промо-сингл 17 ноября 2008 года, за ним последовал «Street of Dreams» в марте 2009 года.
За несколько дней до его выхода группа транслировала альбом на своей странице в Myspace. Он транслировался более трёх миллионов раз, побив рекорд Myspace по количеству транслируемых альбомов. После выхода альбома Роуз несколько месяцев не появлялся на публике и не отвечал на звонки лейбла о продвижении альбома. 12 декабря Роуз ответил на вопросы и опубликовал заявления относительно альбома, бывших коллег по группе и планов гастролей на нескольких фан-форумах Guns N' Roses. 9 февраля 2009 года в своём первом официальном интервью с момента выпуска Роуз сказал, что у него «нет никакой информации, чтобы я мог поверить в какое-либо реальное участие или усилия со стороны Interscope». Оглядываясь назад в 2018 году, «Billboard» осудил маркетинг альбома, заявив: «Самая ожидаемая рок-пластинка в истории была убита тысячью различных ударов и выстрелов в тело, включая произведения искусства, к которым художник не был привержен, но колоссальной маркетинговой ошибкой был нокаутирующий удар Тайсона».
В марте 2009 года группа объявила о новом этапе тура «Chinese Democracy Tour», который должен был длиться с декабря 2009 года по декабрь 2012 года. Финк ушёл перед туром, чтобы воссоединиться с Nine Inch Nails; его заменил Ди Джей Ашба. Книга с гитарными табами альбома была выпущена в декабре 2009 года.
В мае 2010 года компания Azoff’s company Front Line Management подала в суд на Роуза из-за неоплаченных концертных сборов. Вскоре после этого Роуз подал встречный иск на 5 млн $ против Azoff, утверждая, что Azoff «саботировал» выпуск «Chinese Democracy», «целенаправленно портя» обложку альбома, «проваливая» сделку по продажам с Best Buy и сливая песни в Интернет. Иск был урегулирован в 2011 году.
«Chinese Democracy» была запрещена в Китае из-за предполагаемой критики в её заглавном треке китайского правительства и ссылки на Фалуньгун. Коммунистическая партия Китая заявила через средства массовой информации, что они «поворачивают остриё своего копья на Китай».

### Утечки
К тому времени, когда была выпущена «Chinese Democracy», только 3 из 14 песен не просочились и не играли вживую. В июне 2008 года, за пять месяцев до выхода альбома, музыкальный блогер Кевин Когилл транслировал девять треков на своём сайте Antiquiet в течение «часа или двух». Большой объём трафика привёл к сбою сервера сайта, и треки были удалены. В августе ФБР арестовало Когилла в соответствии с Законом о семейных развлечениях и авторском праве за публикацию материалов, защищённых авторским правом. Слэш сказал: «Надеюсь, он сгниёт в тюрьме. Это повлияет на продажи пластинки, и это несправедливо». По данным Techdirt, арест Когилла привёл к значительному росту нелегальных загрузок альбома. Они также показали, что UMG вскоре после этого случая показали результаты поиска в поисковых системах Best Buy, чтобы извлечь выгоду из интереса и помочь им в сделке по дистрибуции.
В ноябре Когилл согласился признать себя виновным по одному федеральному пункту обвинения в нарушении авторских прав, позже сведённому к проступку. По словам Когилла, он не был обвинён в нарушении авторских прав, потому что суд не смог доказать, что альбом готовился к коммерческому распространению: «Правительству США пришлось бы доказать в суде, что „Chinese Democracy“ действительно приближается. И никто в RIAA или лейбле не сообщил правительству, что эти песни валялись здесь уже 14 лет. Только то, что они стоили 12 млн $». Когилл был приговорён к двум месяцам домашнего ареста и должен был произвести антипиратское видео с Ассоциацией звукозаписывающей индустрии Америки (RIAA). Он сказал, что видео никогда не было сделано, так как RIAA не хотели тратить деньги на производственные затраты.
В 2019 году в Интернет просочилось около 100 демо «Chinese Democracy». Зутаут позволил единице хранения, содержащей несколько компакт-дисков с записями, истечь, позволив её содержимому быть проданным с аукциона; победитель продал их поклоннику, который распространил их онлайн.

### Продвижение доктора Пеппера
26 марта 2008 года СМИ сообщили, что производитель безалкогольных напитков Dr Pepper предложит бесплатную банку своего продукта всем в Америке, за исключением бывших гитаристов Guns N' Roses Бакетхэда и Слэша — если группа выпустит «Chinese Democracy» в 2008 году. На сайте Guns N' Roses Роуз написал о своём удивлении поддержкой компании и сказал, что поделится своим Dr Pepper с Бакетхэдом.
После того как было объявлено, что альбом выйдет в 2008 году, Dr Pepper подтвердил, что выполнит своё обещание. Однако после выхода альбома серверы сайта Dr Pepper рухнули из-за спроса на купоны. Адвокаты группы пригрозили материнской компании Dr Pepper судебным иском через два дня после выхода альбома; в письме к компании адвокат Роуза Алан Гутман сказал: "Схема выкупа, которую ваша компания неуклюже реализовала для этого предложения, была полной катастрофой, которая обманула потребителей и, в глазах вокальных поклонников, разрушила выпуск «Chinese Democracy». Гутман также потребовал извинений, которые появятся в The Wall Street Journal, USA Today, The New York Times, и Los Angeles Times. Позже, в онлайн-интервью с поклонниками, Роуз сказал, что сказал своим адвокатам, что это «не проблема», и был удивлён их действиями, и что он считает, что они должны были сосредоточиться на выпуске альбома.

### Нарушение авторских прав
В октябре 2009 года лейблы звукозаписи электронного музыканта Ульриха Шнауса Independiente и Domino подали в суд на Guns N’Roses, утверждая, что они нарушили авторские права, использовав части композиций Шнауса в песне «Riad 'N the Bedouins». В иске утверждается, что эти фрагменты взяты из «Wherever You Are» (2001) и «en:A Strangely Isolated Place» (2003). Брайан Каплан, адвокат Domino, заявил, что они впервые связались с Geffen 26 февраля. Каплан сказал Daily News, что лейбл «пытался объяснить семплы», и «Они пытались оправдать это».
Guns N' Roses опровергли эти обвинения; менеджер группы [Ирвинг Азофф] заявил: «Фрагменты „окружающего шума“, о которых идёт речь, были предоставлены членом продюсерской команды альбома, который заверил нас, что эти несколько секунд звука были получены законно... В то время как группа возмущена намёком на то, что они когда-либо неправильно использовали бы работу другого музыканта, и оценивает возможные встречные иски, они уверены, что эта ситуация будет удовлетворительно разрешена». Оба лейбла требовали от Geffen возмещения ущерба в размере 1 млн $ за несанкционированное использование образцов.

### Неиспользованные песни и последующий альбом
По словам Бамблфута, одна песня, «Atlas Shrugged», была вырезана в последнюю секунду из-за ограничений по времени воспроизведения компакт-диска. Песни, упомянутые теми, кто участвовал в записи, которые не вошли в окончательный альбом, включают «Atlas Shrugged», «Oklahoma», «Thyme», «The General», «Elvis Presley and the Monster of Soul» (также известна как «The Soul Monster» и «Leave Me Alone»), «Ides of March», «Silkworms», «Down By The Ocean», «Zodiac», «Quick Song» и «We Were Lying».
В августе 2013 года в Сеть просочилась песня «Going Down», записанная во время сессий, а также ремиксы нескольких песен из альбома. В 2014 году Роуз сказал, что «вторая часть» «Chinese Democracy» и Ремиксовый альбом были завершены и ожидали выхода. В 2018 году «Billboard» сообщила, что продолжение «Chinese» было запланировано на 2016 год, но было отложено, когда Слэш и Дафф Маккаган вернулись в группу. Гитарист Ричард Фортус подтвердил работу над новым альбомом в 2018 году.

## Стиль и композиции
Chinese Democracy ознаменовала рост Guns N' Roses в индастриальный рок, электроник-рок и ню-метал, сохраняя при этом стиль Хард-рока предыдущих альбомов. Критики отметили стилистическое сходство альбома с работами Queen, Wings и Эндрю Ллойд Уэббера. Роуз процитировал влияние барабанной игры Дэйва Грола на песню Nirvana «Smells Like Teen Spirit» в заглавном треке. Песня была вдохновлена фильмом «Кундун» о Далай-ламе, а также тремя месяцами, которые Роуз провёл в Китае, заявив: «Когда вы останавливаетесь там в отелях, вы не понимаете, что то, что вы видите по телевизору, средний человек не видит. Куда бы я ни пошёл, люди боятся, они боятся за свою жизнь иметь мнение, которое отклоняется от правительства о самых простых вещах, вещах, которые мы принимаем как должное». Слова песни «Вини в этом Фалуньгун / Они видели конец, и ты не можешь держаться сейчас» (Blame it on the Falun Gong / They’ve seen the end and you cannot hold on now) привели к тому, что альбом был запрещён в Китае. Песня начинается с замедленного вступления окружающего шума и гитарных линий. Spin сравнил гитары с работой Тома Морелло. Барабанщик Джош Фриз написал основной гитарный рифф, описав его как «действительно тупой, простой, грязный гитарный рифф».
По словам Роуза, «Shackler’s Revenge» была написана в ответ на «безумие бессмысленных школьных перестрелок а также СМИ отчаянно пытающихся сделать больше из-за предпочтения одного стрелка к песне Guns N' Roses Mr. Brownstone безрезультатно». Массовое убийство в Виргинском политехническом институте Чо Сын Хи написал пьесу, основанную на лирике песни Guns N' Roses Mr. Brownstone. Песня привлекла внимание критиков, индустриальных и электронных исполнителей, таких как Nine Inch Nails, The Prodigy, Мэрилин Мэнсон, Korn и Роб Зомби. В песне присутствуют элементы индастриал-рока, электроник-рока, ню-метала, сладж-метала, и альтернативного рока. Несколько слоёв вокала создают то, что Rolling Stone описал как «безумный хор». «Better» — это песня под влиянием электронного рока, в которой Роуз поёт фальцетом в начале трека «Никто никогда не говорил мне, когда / Я был один / Они просто думали, что я буду знать лучше» (No one ever told me when / I was alone / They just thought I’d know better), над «ноющей гитарной линией, которая пузырится и лопается». Роуз упомянул гитарные партии в бридже как одну из своих любимых частей альбома. Loudwire описал песню как бит в стиле Эйсид-хаус, в то время как Rolling Stone описал вступление как «хип-хоп голосовую почту».
«Street of Dreams», ранее известная как «The Blues», — это фортепианная баллада под влиянием поп-музыки, похожая на «November Rain» и «The Garden» под влиянием Элтона Джона. Песня была отмечена как похожая на произведения Queen. На «If The World» Бакетхэд играл на фламенко гитаре; он был описан как имеющий «электронный фанк slither», Неосоул, ню-метал и Трип-хоп стили. Клавишник Крис Питман заявил о песне: «Речь идёт об экологическом разложении в его футуристическом контексте». Питман в первую очередь написал песню на 12-струнной гитаре, заявив: «Я только начал с этого риффа, который позволяет получить довольно крутой вокал… Я написал барабаны с даб/регги-ритмом, добавил струнные, фортепиано, бас, эхо-гитару, синтезатор и саб-бас. Я отдал записи Экслу, и он добавил свою роль, спев за один вечер». Роуз описал написание песни как комбинацию фильмов о Джеймсе Бонде и «Blaxploitation» фильмов 70-х годов с «намеренно сыро звучащим хором», пародирующим музыку Джеймса Бонда.
«There Was a Time» — это сильно наслоенная мелодическая оркестровая песня с меллотроном, скрипками, хорами и несколькими синтезаторами. Spin отметил: «Блюзовое пианино и хитро кинематографический пассаж создали самые высокие ноты, которые когда-либо подпоясывало здоровое горло Эксла». «Catcher in the Rye» была написана после того, как Роуз посмотрел документальный фильм о Марке Дэвиде Чепмене и захотел написать песню, посвящённую Джону Леннону; песня предназначалась для критики книги «Над пропастью во ржи». Эта песня, Пауэр-баллада, вызывала сравнения с Oasis, а также с Элтоном Джоном, Queen и песней Guns N' Roses «Yesterdays». «Scraped» возвращает альбом к индустриальному рок-стилю с Роузом, поющим «Не пытайся остановить нас сейчас» и «Все возможно, меня не остановить» («Don’t you try to stop us now» и «All things are possible, I am unstoppable»). Вступление было описано как «сильно обработанное и странное». Вокальный бридж на песню был отмечен, как похожий на «Get the Funk Out» от Extreme. Песню также сравненвали с Soundgarden. «Loudwire» описал песню как «музыкальный Франкенштейн», ссылаясь на воздействие на голос Роуза.

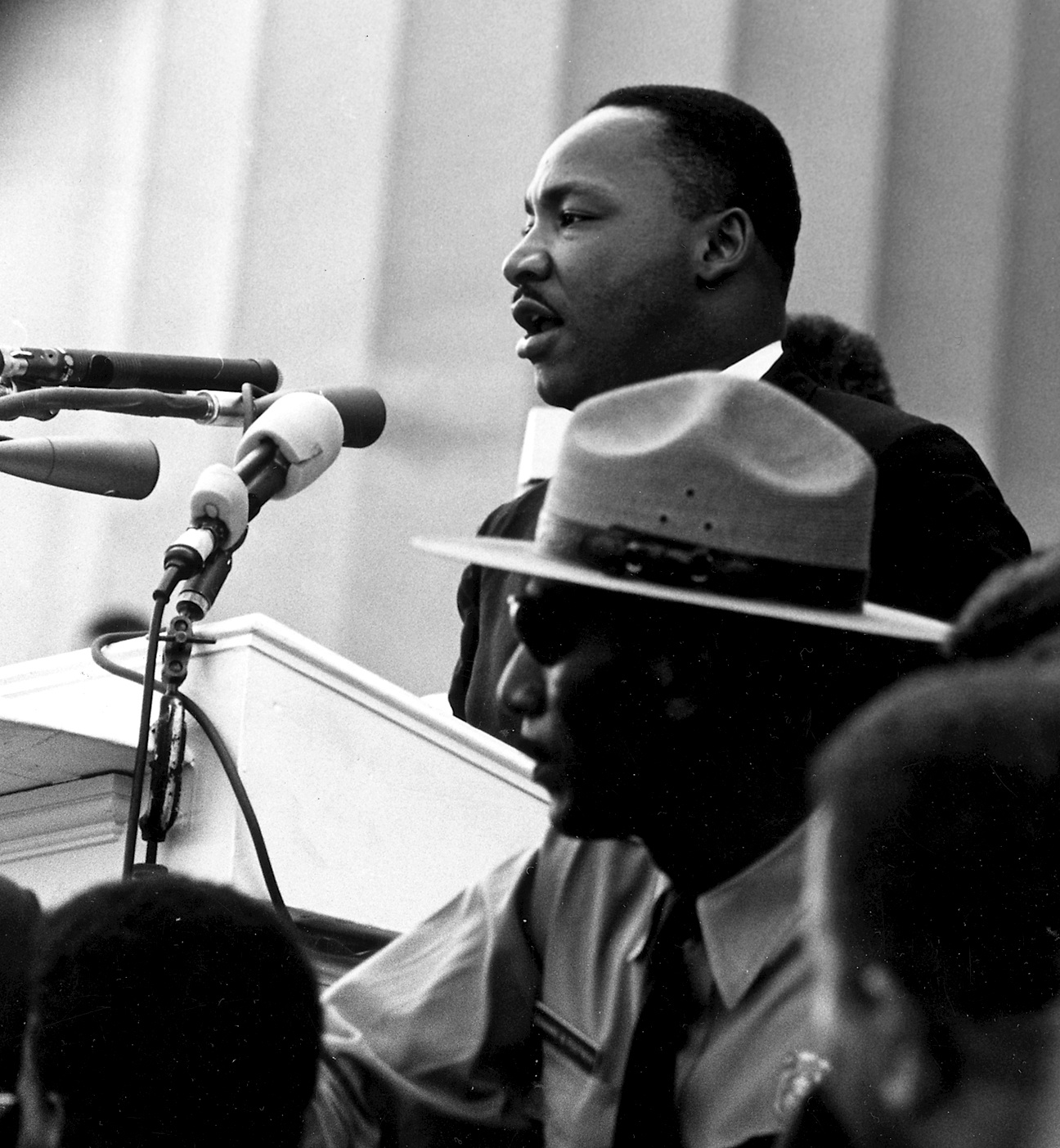
Речь Мартина Лютера Кинга запечетлена в композиции «Madagascar»

Обсуждая происхождение «Riad N' The Bedouins», Роуз заявил: «Riad — это имя, которое носил мой бывший шурин Эрин Эверли, когда я его знал. Частично ливанского происхождения и бывший студент Пеппердайнского университета, он утверждает, что является международным торговцем оружием». Вокал Роуза в этой песне сравнивали с Робертом Плантом. Песня начинается с эмбиентных семплов песен «Wherever You Are» и «A Strangely Isolated Place» Ульриха Шнауса (смотрите ниже информацию о судебном иске в отношении образцов). Несколько критиков предположили, что лирическое содержание песни связано с Иракской войной. Роуз сказал, что «Sorry» про «любого, кто говорит глупости за мой и общественный счёт». Песня представляет собой пауэр-балладу, в которой есть припев «I’m sorry for you/Not sorry for me» (Мне жаль тебя/Не жаль меня), описанный как выстрел в бывших коллег по группе от Роуза. Песню сравнивали с «Pink Floyd» и «Metallica», а вокал Роуза сравнивали с Лейном Стейли. The A.V. Club отметил «странный, квази-трансильванский акцент» Роуза В словах «But I don’t want to do it» («Но я не хочу этого делать»). В «I.R.S.» Роуз поёт «Собираюсь позвонить президенту / Собираюсь назвать себя частным детективом / Мне понадобится Налоговая служба / Я получу ФБР» (Gonna call the president / Gonna call myself a private eye / Gonna need the IRS / Gonna get the FBI) над тяжёлым гитарным риффом. Песня также была отмечена влиянием трип-хопа. Spin отметил главный рифф сходства с Nirvana «In Bloom».
«Madagascar» был описан, как имеющий «трип-хоп пульс»; его бридж включает переплетённые образцы цитат из фильмов «Миссисипи в огне», «Военные потери», «Хладнокровный Люк», «Храброе сердце» и «Семь», а также содержит несколько отрывков из речей доктора Мартина Лютера Кинга-младшего «У меня есть мечта» и «Почему Иисус назвал Человека Глупцом». «Time» описал это как "попытку Эксла сделать «Kashmir», Led Zeppelin. Роуз сказал о цитатах: «Слова доктора Кинга были отредактированы вместе из нескольких речей, чтобы привести чувства его посланий в контекст этой конкретной песни и представить их важность как можно сильнее». «This I Love», это песня, написанная в 1992 году, которую Роуз назвал «самой тяжёлой вещью, которую я написал». Песня представляет собой фортепианную балладу, в которой Роуз поёт бывшей любовнице. Роуз описал эту песню так: «Она намного сложнее, чем я думаю, большинство из вас понимают, поскольку гитара и вокал расположены так, как они должны быть доминирующими. Основную струнную мелодию в этом разделе я тоже изначально написал для хип-хоп-цикла». Spin сравнил эту песню с произведениями Эндрю Ллойда Уэббера. «Prostitute» — это ещё одна оркестровая пауэр-баллада, в которой есть текст «Спроси себя / Почему я выбрал бы / проститутку / Жить с удачей и стыдом» (Ask yourself / Why I would choose / To prostitute myself / To live with fortune and shame). По словам продюсера Youth, Роуз «трудился» над песней, потому что прошлые успехи тяжело давили на него. Песня была описана Loudwire как «смешение классических оркестровок и электро-битов с блистательными гитарными соло и некоторыми из самых высоких визгов [Роуза]». Consequence of Sound сравнил вокал Роуза с «Брюсом Хорнсби под дисторшном».

## Художественное оформление

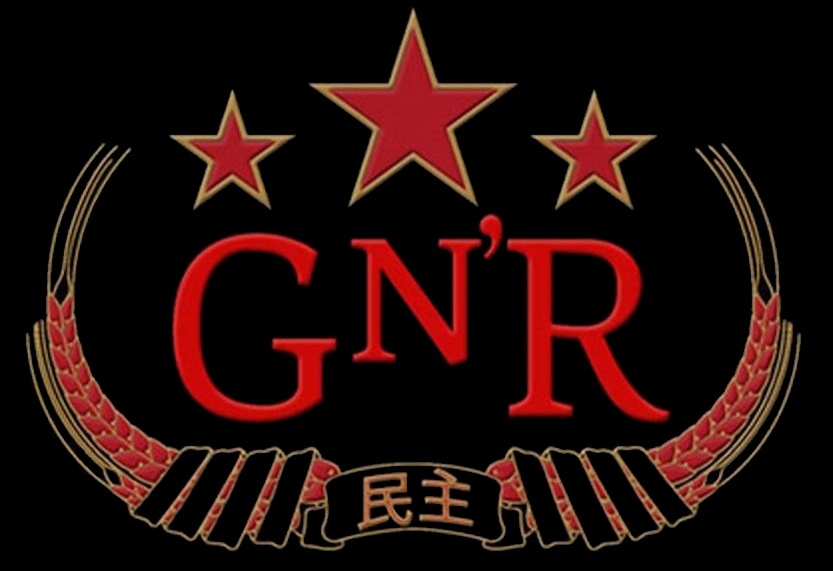
Логотип Guns N' Roses, используемый в туре Chinese Democracy

На обложке изображена фотография цвета сепии. На ней изображён велосипед с большой плетёной корзиной, прислонённой к стене, на которой «награффитированно» название группы; она была сфотографирована в Коулуне Терри Хардином. Три красных коммунистических звезды находятся над буквами «GNR» сбоку с названием группы и названием альбома, которые написаны вертикально. По словам художественного руководителя Райана Кори, Роуз задумал «велосипедную» обложку ещё в самом зарождении альбома.
Роуз обратился к китайскому художнику Чэнь Чжо за разрешением использовать картину Площади Тяньаньмэнь в качестве парка развлечений для обложки альбома, но Чжо отказался. Картина Ши Лифэна «Контроль № 3» (Controlling No. 3) была выбрана Роузом и использована в качестве альтернативной обложки для «художественного издания». Она была использована для загрузки «Rock Band 2» и выпущена на CD в небольших количествах. Альтернативный буклет открывается коротким эссе, написанным Роузом под названием «Страх и свобода: Будущее Китая и западного общества». В буклете альбома представлены несколько работ Лифенга, в том числе окровавленный кулак, держащий звезду, покрытую бьющимися человеческими фигурами. Фотографии горизонта Гонконга и китайские военные также появляются в буклете. Буклет также включает фотографии Роуза, Бакетхэда, Стинсона, Питмана, Финка, Фортуса, Бамблфута, Рида, Брэйна и Феррера наряду с текстами песен.
Роуз заявил в декабре 2008 года, что два альтернативных буклета ожидали выхода, добавив: «художественное произведение всегда было чем-то, чем я был увлечён, и выпустить альбом с неутверждённым и невидимым окончательным художественным произведением с 1-й работой, заполненной только ошибками, когда другие, более поздние, были легко доступны, все ещё не было объяснено». Однако планы провалились, и только «художественное издание» было выпущено в ограниченном количестве. Басист Томми Стинсон заявил, что лейбл «оторвал» от Роуза произведение искусства «прямо в последнюю секунду, когда он ещё не был готов».

## Критика
| Совокупная оценка          | Совокупная оценка |
| Источник                   | Оценка            |
| -------------------------- | ----------------- |
| AnyDecentMusic?            | 5.8/10            |
| Metacritic                 | 64/100            |
| Оценки критиков            |                   |
| Источник                   | Оценка            |
| AllMusic                   | [ 233 ]           |
| The A.V. Club              | A–                |
| Blender                    | [ 248 ]           |
| Entertainment Weekly       | B–                |
| The Guardian               | [ 215 ]           |
| MSN Music (Гид покупателя) | B+                |
| Pitchfork                  | 5.8/10            |
| Q                          | [ 252 ]           |
| Rolling Stone              | [ 201 ]           |
| Spin                       | 7/10              |

Chinese Democracy был встречен в целом положительными отзывами. На Metacritic, которая присваивает нормализованный рейтинг из 100 рецензий от основных критиков, альбом получил средний балл 64, основанный на 28 отзывах. Автор «Лос-Анджелес Таймс» Энн Пауэрс назвала его «тестом для современных ушей» и «киборгской смесью поп-экспрессивности, традиционной рок-бравады и красивой странности в стиле Брайана Уилсона». Чак Клостерман, пишущий для The A.V. Club, хвалил вокал и гитарные партии, но критиковал некоторые элементы продюсирования. Писатель с Rolling Stone Дэвид Фрике высоко оценил безудержный подход Роуза и назвал его «великой, дерзкой, неуравновешенной и бескомпромиссной хард-рок-пластинкой». Позже «Rolling Stone» поставил альбом на 12-е место в своём списке лучших альбомов 2008 года. Джонатан Долан из Blender нашёл некоторые части музыки «смехотворными», а другие — «блестящими», написав, что «это не песни, это сюиты, энергичные, стремительные и непредсказуемые хард-рок гидры, разрезанные миазматическим индустриальным грайндом, стадионными грохочущими металлическими соло, электронным дрейфом и хип-хоп-оттоком». Написав для «MSN Music», Роберт Кристгау сказал, что Роуз преуспевает на «своих собственных совершенно неуместных условиях», и добавил: «Поскольку он больше не способен сбивать молодых белых мужчин с пути истинного, это усилие не просто доставляет удовольствие художественно. Это касается человеческого уровня». CTV News сравнил постановку со стилем Стена звука Фила Спектора.
В смешанном обзоре «Chicago Tribune» писатель Грег Кот нашёл постановку Роуза чрезмерно приукрашенной. «The Guardian» раскритиковал альбом как бессвязный и «утомительный», но похвалил мелодии Роуза. «Pitchfork» похвалил вокал, но раскритиковал «устаревшее» звучание. «Q» посчитал альбом перепроизводством, заявив, что «бросив все на стену и прибив гвоздями то, что не прилипло, [Роуз] оказал себе большую медвежью услугу». Kitty Empire в «The Observer», обвиняла Роуза в «списывании» у Nine Inch Nails. The New York Times описал Chinese Democracy как «переходный альбом». Рок-биограф Стивен Дэвис был более язвителен и назвал «Chinese Democracy» «худшим альбомом в истории».
Альбом был номинирован на премию Juno Award for International Album of the Year в 2009 году, проиграв Viva la Vida or Death and All His Friends от Coldplay. Песня «If the World» была номинирована на лучшую оригинальную песню на 13th Satellite Awards, проиграв «Another Way to Die» от Джека Уайта и Алиши Киз.
Поляризационный приём альбома привёл к тому, что он был включён в несколько худших списков конца года (Time Out New York, Asbury Park Press, IGN и Chicago Tribune), а также из лучших списков (ABC News, The Guardian, Rolling Stone, Ultimate Guitar, и Spin).

### Мнения бывших участников группы
Слэш положительно отреагировал на заглавный трек, заявив: «Это звучит круто. Приятно снова слышать голос Эксла, понимаешь?» Когда альбом был выпущен, Слэш сказал: «Это действительно хорошая запись. Это очень отличается от того, как звучали оригинальные Guns N' Roses, но это отличное заявление Эксла… Это запись, которую оригинальные Guns N' Roses никогда не смогли бы сделать. И в то же время это просто показывает, насколько Эксл гениален». Впоследствии он заявил, что альбом был «именно таким, каким я думал, что он будет звучать», со многими синтезаторами и цифровыми дополнениями. После воссоединения с группой для Not in This Lifetime Tour В 2016 году Слэш похвалил гитарные партии Бакетхэда и рассказал об альбоме в интервью 2018 года, заявив: «Вы знаете, это совсем другое. Это действительно классная вещь, но её играли гитаристы, которые очень отличаются от меня по стилю… Я также хочу отдать должное там, где это необходимо — гитаристы, которые играли на „Chinese Democracy“, причём Бакетхэд был одним из главных, — чертовски потрясающие гитаристы».
Вскоре после его выпуска Стрэдлин сказал: «Я прослушал несколько треков с пластинки, и они мне понравились» и «Мне нравится то, что я услышал». Адлер, когда его спросили, понравился ли ему альбом, ответил: «Ни капельки. Я не узнал в нём голос Эксла. Иногда он громко кричит, но я даже не узнал, что это он». Кларк заявил: «Я думаю, что это действительно хорошая запись — честно говоря, да… Зная [направление], в котором он хотел взять группу, я думаю, что он попал в точку; я думаю, что он проделал большую работу». Маккаган похвалил альбом, сказав: «Эксл звучит потрясающе» и «Я думаю, что Эксл наконец-то сделал запись, о которой всегда мечтал». Сорум называл альбом «постукиванием по ноге». Ранний гитарист Guns N' Roses Трэйси Ганз сказал, что считает это «чрезмерно снисходительным, стерильным и не таким захватывающим».

### Награды
| Публикация            | Награда                      | Год  | Рейтинг      | Ref.    |
| --------------------- | ---------------------------- | ---- | ------------ | ------- |
| ABC News              | 50 лучших альбомов 2008 года | 2008 | 50           | [ 264 ] |
| The Guardian          | 50 альбомов года             | 2008 | 50           | [ 265 ] |
| Rolling Stone         | Топ-50 альбомов 2008 года    | 2008 | 12           | [ 266 ] |
| Spin                  | 40 лучших альбомов 2008 года | 2008 | без рейтинга | [ 268 ] |
| Ultimate Classic Rock | Топ-10 альбомов 2008 года    | 2008 | 4            | [ 267 ] |

### Наследие
Затянувшийся процесс записи Chinese Democracy привлёк широкое освещение в средствах массовой информации. Согласно «Spin», кустарная промышленность росла вокруг освещения её развития; «единственный способ, которым пластинка могла бы оправдать свою легенду, состоял бы в том, чтобы никогда не выходить вообще». Через пять лет после выхода альбома журналист Grantland Стивен Хайден писал: «В течение многих лет широко предполагалось, что „Chinese Democracy“ никогда не выйдет; оглядываясь назад, можно сказать, что задержка — это всё, что кого-то волнует... Как музыка, „Chinese Democracy“ — это всего лишь вторая худшая запись GN’R; как фигура речи, это сокращение для величайшего из глупостей». Хайден писал, что альбом послужил уроком для исполнителей, которым потребовались годы, чтобы выпустить альбомы «возвращения», демонстрируя опасность того, что предыстория затмевает работу и не даёт знакомого продукта. Он сравнил «Chinese Democracy» с последующими успешными «камбэк-альбомами» таких исполнителей, как Daft Punk, Дэвид Боуи, Джастин Тимберлейк и My Bloody Valentine, которые были «более скромными» и предлагали «хорошо проторённую музыкальную территорию, связанную с каждым исполнителем». Ultimate Classic Rock отметил приём альбома, заявив, что «Тот факт, что это был, по всем стандартам, довольно хороший альбом, он был полностью затемнён его предысторией», и заявив, что такие исполнители, как Боуи, Стив Перри и Tool использовали альбом в качестве примера, «сохраняя низкий профиль во время производства и оставаясь относительно верными тому, что ожидали поклонники» для долгожданных альбомов.
«New York Times» рассматривали альбом как «громкий последний вздох из царствования потворствующей поп-звезды»; там, где Роуз когда-то командовал «лояльными аудиториями, щедрыми гонорарами, растущими амбициями и опасно открытыми сроками», музыкальный бизнес в начале 21-го века стал «худым» и «дырявым». Джим Дерогатис сравнил альбом с фильмом «Крёстный отец 3», утверждая, что это «поздняя карьера в любимой франшизе, которую мы никогда не думали увидеть», но сокрушаясь, что он «далеко не настолько близок к тому, чтобы стать равным художественным достижением». В обзоре 2015 года, включающем альбом в категорию «Новые классические альбомы», Artistdirect похвалил альбом, назвав его «вневременным произведением искусства». Оглядываясь назад в 2018 году, Billboard назвал альбом «звуковой аномалией» того времени из-за микширования и отсутствия сжатия, что делало его звучание «винтажным или чуждым поклонникам рок-музыки».

## Продажи

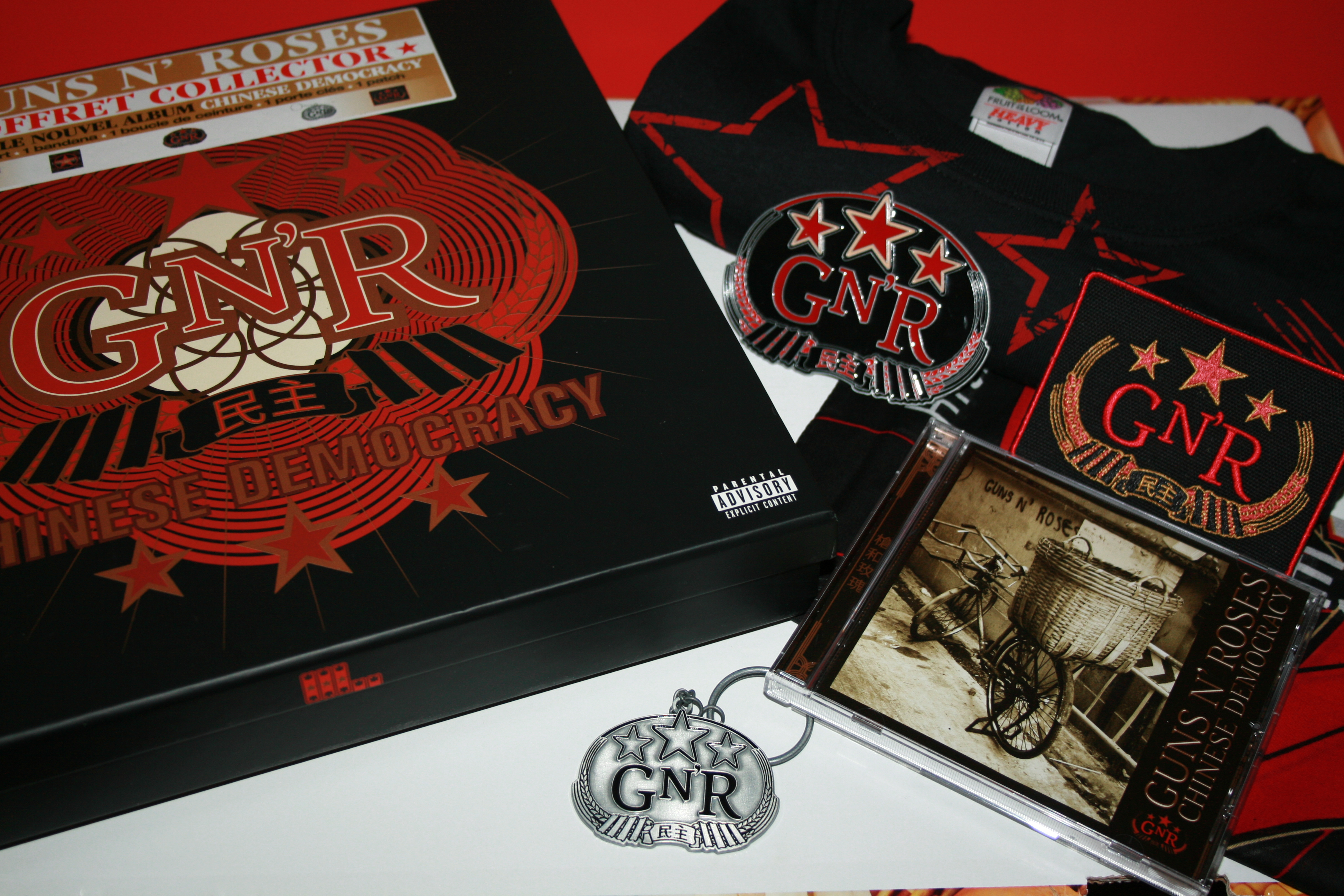
Chinese Democracy Deluxe Edition

Ещё до релиза Best Buy приобрёл у Universal Music Group 1,3 млн копий альбома Chinese Democracy с обещанием не возвращать не проданные копии. 22 ноября 2008 года альбом вышел в Германии, Швейцарии и Австрии. На следующий день пластинка вышла во всём мире за исключением Великобритании, где релиз состоялся 24 ноября.
«Chinese Democracy» дебютировала на третьем месте в американском чарте «Billboard» 200, продавшись за первую неделю 261 000 копий, что значительно ниже ожиданий. Альбом дебютировал на втором месте в UK Albums Chart. На второй неделе продажи в США значительно упали, и он упал с № 3 до № 18 в чарте Billboard: падение составило 78 %. По мнению программного директора радиостанции KLOS-FM подобный результат объяснялся выходом альбома в праздничные дни и слабым главным синглом. Критики также отмечали фактор неучастия Роуза в рекламной кампании.
После продажи в шестую неделю 21 тыс. копий и пребывания в чарте на 30 позиции, 7 января 2009 года Chinese Democracy была сертифицирована как золотой альбом за 500 тыс. проданных копий в США. 3 февраля 2009 года альбом был сертифицирован RIAA как платиновый за продажу в США одного миллиона копий. В Billboard 200 Year End charts за 2009 год пластинка заняла 55 место.
«Chinese Democracy» получила Европейскую платиновую премию IFPI, продавшись в Европе в количестве более миллиона копий. По данным Universal Music, к февралю 2009 года по всему миру было продано 2,6 млн экземпляров. Он достиг тройной платиновой сертификации в Канаде и был награждён платиновыми сертификатами во многих странах, включая Финляндию, Чехию, Германию, Ирландию, Италию, Норвегию, Польшу, Румынию, Швейцарию, Великобританию, Аргентину, Австралию, Новую Зеландию и Южную Африку. Он был сертифицирован как золотой в Австрии, Бельгии, Дании, Франции, Греции, Венгрии, Нидерландах, Швеции, Индонезии, Японии, Малайзии, Сингапуре, Тайване, Таиланде, Бразилии и Колумбии. После начала распродажи альбома Best Buy по цене в 2 доллара в апреле 2011 года, он вернулся на 198 место в Billboard 200 chart с 3,2 тыс. копий (на неделе, оканчивавшейся 3 апреля). К этому моменту в США по данным Nielsen Soundscan было продано 614 тыс. экземпляров. В Великобритании к июлю 2014 года было продано 365 899 копий. После тура 2016 года Not in This Lifetime… Tour (во время которого было воспроизведено большинство песен из альбома), «Billboard» сообщил, что цифровое прослушивание альбома подскочило с 8 млн до 24 млн, а также было продано 7,9 тыс. дополнительных копий.

## Список композиций
Кредиты на написание песен через ASCAP.
Все тексты написаны Экслом Роузом. "Madagascar" содержит образцы речей, написанных Мартином Лютером Кингом-младшим.
| №                   | Название             | Музыка                                                                                             | Перевод              | Длительность |
| ------------------- | -------------------- | -------------------------------------------------------------------------------------------------- | -------------------- | ------------ |
| 1.                  | «Chinese Democracy»  | Эксл Роуз, Джош Фриз, Пол Тобиас, Томми Стинсон, Диззи Рид, Робин Финк, Карам Костанцо, Эрик Кодье | Китайская Демократия | 4:43         |
| 2.                  | «Shackler's Revenge» | Роуз, Финк, Бакетхэд, Костанцо, Брайан «Брэйн» Мантиа, Питер Скатурро                              | Месть Шеклера        | 3:37         |
| 3.                  | «Better»             | Роуз, Финк                                                                                         | Лучше                | 4:58         |
| 4.                  | «Street of Dreams»   | Роуз, Финк, Рид, Стинсон, Тобиас                                                                   | Улица Грёз           | 4:46         |
| Общая длительность: | Общая длительность:  | Общая длительность:                                                                                | Общая длительность:  | 18:04        |

| №                   | Название             | Музыка                           | Перевод              | Длительность |
| ------------------- | -------------------- | -------------------------------- | -------------------- | ------------ |
| 5.                  | «If the World»       | Роуз, Крис Питман                | Если Мир             | 4:54         |
| 6.                  | «There Was a Time»   | Роуз, Тобиас, Рид, Стинсон       | Тогда Было Время     | 6:41         |
| 7.                  | «Catcher in the Rye» | Роуз, Стинсон, Рид, Финк, Тобиас | Над Пропастью во Ржи | 5:53         |
| Общая длительность: | Общая длительность:  | Общая длительность:              | Общая длительность:  | 17:28        |

| №                   | Название               | Музыка                           | Перевод             | Длительность |
| ------------------- | ---------------------- | -------------------------------- | ------------------- | ------------ |
| 8.                  | «Scraped»              | Роуз, Бакетхэд, Костанцо         | Соскобленный        | 3:30         |
| 9.                  | «Riad N' the Bedouins» | Роуз, Финк, Рид, Стинсон, Тобиас | Риад и Бедуины      | 4:10         |
| 10.                 | «Sorry»                | Роуз, Бакетхэд, Мантиа, Скатурро | Жаль                | 6:14         |
| 11.                 | «I.R.S.»               | Роуз, Тобиас, Рид                | Налоговая Служба    | 4:28         |
| Общая длительность: | Общая длительность:    | Общая длительность:              | Общая длительность: | 18:22        |

| №                   | Название            | Музыка              | Перевод             | Длительность |
| ------------------- | ------------------- | ------------------- | ------------------- | ------------ |
| 12.                 | «Madagascar»        | Роуз, Питман        | Мадагаскар          | 5:38         |
| 13.                 | «This I Love»       | Роуз                | Это Я Люблю         | 5:34         |
| 14.                 | «Prostitute»        | Роуз, Финк, Тобиас  | Проститутка         | 6:15         |
| Общая длительность: | Общая длительность: | Общая длительность: | Общая длительность: | 17:27        |

## Участники записи
Взято из примечаний на обложке альбома.

| Музыканты Guns N' Roses - Эксл Роуз — вокал (все песни), клавишные (1, 6 и 13), синтезатор (6, 12 и 13), пианино (7, 13 и 14), гитара (6 и 12), Сэмплирование (12), аранжировка и цифровое редактирование (все песни), продюсер, Logic Pro продюсирование, микширование, художественное оформление (альтернативные буклеты) - Диззи Рид — клавишные (1-4, 6-9, 11 и 14), бэк-вокал (1, 3, 4, 6 и 9), синтезатор (4, 6, 13 и 14), пианино (4 и 5), аранжировка (4, 6, 12 и 14), Logic Pro продюсирование - Бакетхэд — соло-гитара (все песни кроме 7 и 13), акустическая гитара (5), аранжировка (2, 8 и 10) - Робин Финк — ритм-гитара (все песни), клавишные (3 и 5), акустическая гитара (10), аранжировка, редактирование и первоначальное производство (3) - Рон «Бамблфут» Таль — ритм-гитара (все песни) - Пол Тобиас — ритм-гитара (1, 3-7, 9, 11, 12 и 14), пианино (6), аранжировка (1 и 11) - Ричард Фортус — ритм-гитара (1, 3-4, 6 и 14) - Томми Стинсон — бас-гитара (все песни, кроме 5), бэк-вокал (1, 3, 4, 6 и 9), аранжировка (9) - Крис Питман — клавишные (1-8, 10, 12 и 13), Sub-bass (все песни), синтезатор (4, 6, 13 и 14), Музыкальное программирование баса и ударных (5, 6 и 12), бэк-вокал (1, 3 и 6), 12-струнная гитара, драм-машина и струнная машина (5), меллотрон (6),аранжировка (5, 6, 12 и 13), цифровое редактирование (5, 12 и 13), звуко-инженер (1), дополнительное производство, Logic Pro продюсирование - Брайан «Брэйн» Мантиа — ударные (все песни, кроме 1), аранжировка (2-4, 6, 10, 12 и 14), первоначальное производство (2 и 10), звуко-инженер (10), драм-машина и программирование барабанов (11), Logic Pro продюсирование - Фрэнк Феррер — ударные (1, 3, 5, 6 и 11) - Джош Фриз — аранжировка (4, 6, 9 и 14) | Приглашённые музыканты - Пит Скатурро (Pete Scaturro) — клавишные (10), аранжировка (2 и 10), цифровое редактирование и звуко-инженер (10), первоначальное производство (2 и 10) - Марко Белтрами — Оркестр и аранжировка (4, 6, 12, 13 и 14) - Пол Бакмастер — Оркестр и аранжировка (4, 6, 12 и 14) - Сьюзи Катаяма (Suzy Katayama) — аранжировка (6,12 и 13), Валторна (12) - Себастьян Бах — бэк-вокал (10) - Патти Худ (Patti Hood) — арфа (13) Оформление - Райан Кори (Ryan Corey) — Арт-директор, Оформление - Сомиота Хананунтасук (Somyot Hananuntasuk) — иллюстрации - Саша Волкова (Sasha Volkova) — иллюстрации - Терри Хардин (Terry Hardin) — фотография обложки - Джордж Чин (George Chin) — фотографии - Ши Лифэн (Shi Lifeng) — художественная работа (Красная Звезда; «Контрольная» альтернативная обложка «Красная Рука») - Иллюстрации (альтернативные буклеты): Лай Юань (Lie Yuan), Хи Эн (He An), Цзян Конги (Jiang Congi), Кевин Цукерман (Kevin Zuckerman), Лиан Жао Минг (Lian Xue Ming), Антон С. Кандинский (Anton S. Kandinsky), Марат Бекеев (Marat Bekeev), Сяо Пин (Xiao Ping), Лу Цзе (Lou Jie), Сандра Яги (Sandra Yagi), Сокар Майлз (Socar Myles), Рэнкин (Rankin), Джонни Хуртиг (Johnie Hurtig), Глория Гэддис (Gloria Gaddis) |

Продюсирование
- Карам Костанцо (Caram Costanzo) — Звуко-инженер и цифровое редактирование (все песни), аранжировка (2, 3, 6, 8 и 14), первоначальное производство (8), sub drums (13), продюсирование, микширование
- Рой Томас Бэйкер — дополнительное производство и подготовка производства
- Звуко-инженеры: Джефф «Криттер» Ньюэлл (Jeff «Critter» Newell), Дэн Монти, Джереми Блэр (Jeremy Blair)
- Эрик Кодье (Eric Caudieux) — цифровое редактирование (все песни), драм-машина и программирование барабанов (5), аранжировка (6), sub drums (13), дополнительное производство, Pro Tools продюсирование
- Шон Биван (Sean Beavan) — запись и цифровое редактирование (1, 4-6, 9, 11, 12 и 14), аранжировка (1, 4, 6, 9 и 11), первоначальное производство (4-6, 11 и 12), дополнительное производство
- Youth — первоначальные предложения по аранжировкам, продюсер демо (12)
- Билли Хауэрдел (Billy Howerdel) — запись и редактирование (6), Logic Pro продюсирование
- Стюарт Уайт (Stuart White) — Logic Pro продюсирование
- Джон О’Махони (John O’Mahony) — Pro Tools микширование
- Ассистенты звукорежиссёров: Охи Ким (Okhee Kim), Энди Гвин (Andy Gwynn), Брайан Монти (Brian Monteath), Дэйв Домингес (Dave Dominguez), Хосе Борхес (Jose Borges), Джо Пелусо (Joe Peluso), Кристиан Бейкер (Christian Baker), Джеймс Масшорн (James Musshorn), Ян Петров (Jan Petrov), Джефф Робинетт (Jeff Robinette), Боб Кошела (Bob Koszela), Пол Пэйн (Paul Payne), Марк Грэй (Mark Gray), Ксавье Альбира (Xavier Albira), Дрор Мохар (Dror Mohar), Эрик Табала (Eric Tabala), Шон Берман (Shawn Berman), Дональд Кларк (Donald Clark), Синносуке Миядзава (Shinnosuke Miyazawa), Ванесса Парр (Vanessa Parr), Джон Бин (John Beene), Аль Перротта (Al Perrotta)
- Ассистенты Pro Tools: Грег Моргенштерн (Greg Morgenstein), Пол Декарли (Paul DeCarli), Билли Бауэрс (Billy Bowers), Джастин Уолден (Justin Walden), Рэйл Джон Рогут (Rail Jon Rogut), Исаак Аболин (Isaac Abolin)
- Энди Уоллес — микширование
- Ассистенты микширования: Майк Шильци (Mike Scielzi), Пол Суарес (Paul Suarez)
- Боб Людвиг — Мастеринг

## Чарты

### Недельные Чарты
| Чарт (2008)                          | Максимальная позиция |
| ------------------------------------ | -------------------- |
| Argentinean Albums Chart             | 1                    |
| Австралия (ARIA)                     | 3                    |
| Австрия (Ö3 Austria)                 | 3                    |
| Бельгия/Фландрия (Ultratop)          | 4                    |
| Бельгия/Валлония (Ultratop)          | 19                   |
| Canadian Albums Chart                | 1                    |
| Дания (Hitlisten)                    | 6                    |
| Нидерланды (Album Top 100)           | 4                    |
| European Top 100                     | 1                    |
| Финляндия (Suomen virallinen lista)  | 1                    |
| Франция (SNEP)                       | 10                   |
| Германия (Offizielle Top 100)        | 2                    |
| Greek Albums                         | 10                   |
| Hungarian Albums Chart               | 4                    |
| Ирландия (IRMA)                      | 3                    |
| Israeli Albums Chart                 | 3                    |
| Италия (Classifica album)            | 3                    |
| Japanese Oricon Albums Chart         | 3                    |
| Мексика (Top 100 Mexico)             | 4                    |
| Новая Зеландия (RMNZ)                | 1                    |
| Норвегия (VG-lista)                  | 2                    |
| Polish Albums Chart                  | 1                    |
| Португалия (AFP)                     | 9                    |
| Russian Albums Chart                 | 4                    |
| Slovene Albums Chart                 | 1                    |
| Испания (PROMUSICAE)                 | 8                    |
| Швеция (Sverigetopplistan)           | 4                    |
| Швейцария (Schweizer Hitparade)      | 1                    |
| Великобритания (UK Albums Chart)     | 2                    |
| США (Billboard 200)                  | 3                    |
| США (Billboard Top Hard Rock Albums) | 1                    |
| США (Billboard Top Rock Albums)      | 1                    |

### Чарты на конец года
| Chart (2008)              | Rank |
| ------------------------- | ---- |
| Australian Albums (ARIA)  | 35   |
| Dutch Albums              | 85   |
| New Zealand Albums (RMNZ) | 25   |
| UK Albums (OCC)           | 41   |
| Chart (2009)              | Rank |
| Canadian Albums           | 15   |
| Italian Albums (FIMI)     | 95   |
| Swiss Albums              | 89   |
| US Billboard 200          | 55   |

## Сертификации
| Регион | Сертификация | Продажи    |
| --- | ------------ | ---------- |
| Австралия (ARIA) | Платиновый   | 70 000^    |
| Бельгия (BEA) | Золотой      | 15 000*    |
| Дания (IFPI Danmark) | Золотой      | 15 000^    |
| Финляндия (Musiikkituottajat)                                                                                            | Платиновый   | 32,610     |
| Германия (BVMI) | Золотой      | 100 000^   |
| Греция (IFPI Greece) | Золотой      | 7500^      |
| Ирландия (IRMA) | Платиновый   | 15 000^    |
| Япония (RIAJ) | Золотой      | 100 000^   |
| Новая Зеландия (RMNZ) | Платиновый   | 15 000^    |
| Россия (NFPF) | Золотой      | 10 000*    |
| Великобритания (BPI) | Платиновый   | 300 000^   |
| США (RIAA) | Платиновый   | 1 000 000^ |
| * Данные о продажах приведены только на основе сертификации. ^ Данные о тиражах приведены только на основе сертификации. |              |            |

## Синглы
- Shackler’s Revenge (промо-сингл) — 14 сентября 2008
- Chinese Democracy — 22 октября 2008
- Better (промо-сингл) — 17 ноября 2008
- Madagascar (промо-сингл) — 23 ноября 2008
- Prostitute (промо-сингл) — 23 ноября 2008
- Street of Dreams (промо-сингл) — 14 марта 2009

### Комментарии
1. ↑  Part of the re-recorded version of "Sweet Child O' Mine" was released on the Big Daddy soundtrack later that year[39].
2. ↑  Создание альбома Майкла Джексона Invincible предположительно обошлось в 30 млн. долл.[95].